# Les Rousses
 Les Rousses  es una comuna y población de Francia, en la región de Franco Condado, departamento de Jura, en el distrito de Saint-Claude y cantón de Morez.
Su población en el censo de 1999 era de 2.927 habitantes.
Está integrada en la Communauté de communes de la Station des Rousses .
Es una villa fronteriza situada a 2,5 km de Suiza

## Demografía
| 1731 | 1755 | 2061 | 2331 | 2840 | 2927 |
| Para los censos de 1962 a 1999 la población legal corresponde a la población sin duplicidades (Fuente: INSEE [Consultar]) |      |      |      |      |      |